# Campeonato Europeo de Rugby League 2015
El Campeonato Europeo de Rugby League de 2015 fue la trigésimo segunda edición del principal torneo europeo de Rugby League.

## Equipos
- Escocia
- Francia
- Gales
- Irlanda

## Posiciones
| Equipo  | Encuentros | Encuentros | Encuentros | Encuentros | Tantos  | Tantos    | Tantos     | Puntos |
| Equipo  | jugados    | ganados    | empatados  | perdidos   | a favor | en contra | diferencia | Puntos |
| ------- | ---------- | ---------- | ---------- | ---------- | ------- | --------- | ---------- | ------ |
| Gales   | 3          | 3          | 0          | 0          | 62      | 22        | +40        | 6      |
| Francia | 3          | 2          | 0          | 1          | 69      | 46        | +23        | 4      |
| Irlanda | 3          | 1          | 0          | 2          | 42      | 83        | –41        | 2      |
| Escocia | 3          | 0          | 0          | 3          | 52      | 74        | –22        | 0      |

### Resultados
| 16 de octubre | Gales | 18 - 12 | Escocia |  |  |

| 17 de octubre | Francia | 31 - 14 | Irlanda |  |  |

| 23 de octubre | Escocia | 22 - 24 | Irlanda |  |  |

| 30 de octubre | Gales | 14 - 6 | Francia |  |  |

| 7 de noviembre | Francia | 32 - 18 | Escocia |  |  |

| 7 de noviembre | Irlanda | 4 - 30 | Gales |  |  |

| Bandera de Gales |
| Campeón Gales    |
| Séptimo título   |